# Krista Kosonen
Krista Kosonen, née le 28 mai 1983 à Espoo, est une actrice finlandaise.

## Biographie
Krista Kosonen est née le 28 mai 1983 à Espoo. Elle prend des cours d'expression orale et d'éloquence au Lycée de Kallio avant d'étudier le théâtre à l'Université populaire de Lahti et à l'École supérieure de théâtre d'Helsinki.
Elle commence sa carrière en 2002 et joue dans des films tels que Le Guerrier de jade (2006), L'Ombre du loup (2007), Princess (2010) et Syvälle salattu (2011). Elle est également apparue dans des programmes télévisés tels que Suojelijat, Uutishuone, Putous et Kingi. Krista Kosonen a aussi une carrière internationale : elle a joué dans le film Blade Runner 2049 de Denis Villeneuve, ainsi que dans les séries Beforeigners et Abysses.
L'actrice remporte le Venla d'or de la meilleure actrice en 2011 pour la série Moska et en 2014 pour Toisen kanssa. Elle reçoit aussi le prix Jussi de la meilleure actrice à deux reprises pour les films Kätilö (2015) et Miami (2017),.

## Vie privée
Krista Kosonen et l'acteur Antti J. Jokinen se sont fiancés en 2014, et mariés en mai 2018. Ils ont deux enfants, l'aînée est née en 2015 et leur second enfant est né en 2022.

## Filmographie

### Cinéma

#### Années 2000
- 2006 : Le Guerrier de jade de Antti-Jussi Annila : Ronja
- 2007 : L'ombre du loup de Olli Saarela : Sari Karaslahti
- 2008 : Sivutyö

#### Années 2010
- 2010 : Princess de Arto Halonen : Christina von Heyroth
- 2011 : Syvälle salattu de Joona Tena : Julia
- 2011 : Risto de Tuomas Summanen : Anna
- 2012 : Tie pohjoiseen de Mika Kaurismäki : Elina
- 2012 : Purge de Antti Jokinen : Ingel
- 2012 : Juoppohullun päiväkirja de Lauri Maijala : Tiina
- 2013 : Kaikella rakkaudella de Matti Ijäs : Ansa
- 2013 : Rölli ja kultainen avain de Taavi Vartia : laulunopettaja
- 2014 : Big Significant Things de Bryan Reisberg : Ella
- 2015 : Kätilö de Antti Jokinen : Helena
- 2016 : Tappajan näköinen mies de Lauri Nurkse : Pilvi Varis
- 2016 : Pahan kukat de Antti Jokinen : enseignante
- 2016 : Rölli ja kaikkien aikojen salaisuus de Taavi Vartia : professeur de chant
- 2017 : Miami de Zaida Bergroth : Angela
- 2017 : Blade Runner 2049 de Denis Villeneuve : Doxie #2
- 2019 : Les chiens ne portent pas de pantalon de Jukka-Pekka Valkeapää : Mona
- 2019 : Nyrkki  : Maria
- 2019 : Tottumiskysymys de Reetta Aalto, Alli Haapasalo, Anna Paavilainen, Kirsikka Saari, Miia Tervo, Elli Toivoniemi et Jenni Toivoniemi : Hilla

#### Années 2020
- 2020 : Helene de Antti Jokinen : Helena Westermarck
- 2020 : Tove de Zaida Bergroth : Vivica Bandler
- 2022 : Palimpsest de Hanna Västinsalo

### Télévision

#### Années 2000
- 2002 : Hurja joukko
- 2006 : Uudisraivaaja de Veikko Aaltonen, Jyri Kähönen et Aleksi Salmenperä : une femme qui prie
- 2007 : Suojelijat de JP Siili, Dome Karukoski, Joona Tena, Rike Jokela : Merituuli
- 2008 : Suurin ja kaunein de Teppo Airaksinen : Kaisa
- 2009 : Uutishuone de Lauri Nurkse : Raija

#### Années 2010
- 2010-2014 : Putous de Jani Volanen, Petteri Summanen, Tuomas Summanen, Lauri Nurkse, Teppo Airaksinen, Joonas Nordman, Samuli Valkama, Niina Lahtinen, Riku Nieminen : différents rôles
- 2010 : Alamaailma-trilogia: Vanki de Minna Virtanen : Satu Haapala
- 2010 : Marja Tyrnin Joulushow : Raisa Reikänaama
- 2011 : Virta de Rike Jokela et Jukka-Pekka Siili : Anni Kajander
- 2011 : Helppo elämä de Veikko Aaltonen : Krista
- 2011 : Moska de Pirkka-Pekka Petelius : Raita Halikko
- 2011-2014 : Klikkaa mua de Johanna Vuoksenmaa : Anna
- 2013 : Totuuden torvet de Teija Paajamaa : elle-même
- 2014 : Toisen kanssa de Lauri Nurkse : Saara Vartia
- 2015 : Kingi de Tuomas Summanen, Teija Paajamaa : différents rôles
- 2018 : Bullets de Pete Riski : Mari Saari
- 2019-2021 : Beforeigners de Jens Lien : Alfhildr Enginnsdóttir
- 2019 : Nyrkki de Aj Annila et Alli Haapasalo : Maria Salmi

#### Années 2020
- 2020 : Makkari de Petri Kotwica : Annika
- 2021 : Mister 8 de Teemu Nikki et Jani Pösö : Maria
- 2022 : Abysses de Steven Lally, Marissa Lestrade, Chris Lunt, Michael A. Walker : Tina Lund

### Théâtre

#### Années 2000
- 2006 : Helsingin taivaan alla, au Ryhmäteatteri d'Helsinki
- 2006 : Hyvin päättyy kaikki, au Ryhmäteatteri d'Helsinki

#### Années 2010
- 2010 : Anna Karenina, au Théâtre municipal de Turku
- 2010 : Angels in America, au Uusi teatteritila
- 2011 : Vanja-eno, au Klockriketeatern d'Helsinki
- 2012 : Kirsikkapuisto, au Théâtre municipal de Turku
- 2012-2013 : Lumikuningatar, au Ballet national de Finlande d'Helsinki
- 2014-2015 : Vanja-eno, au Théâtre national de Finlande d'Helsinki